# Gamasomorpha seximpressa
Gamasomorpha seximpressa är en spindelart som beskrevs av Simon 1907. Gamasomorpha seximpressa ingår i släktet Gamasomorpha och familjen dansspindlar. Inga underarter finns listade i Catalogue of Life.